# Sirgné
Sirgné est une commune située dans le département d'Arbinda, dans la province du Soum, région du Sahel, au Burkina Faso.